# Croxted Motor Engineering

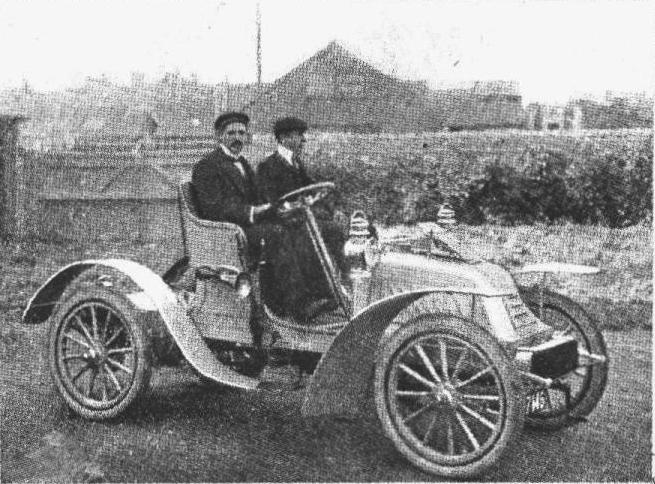
Croxted 8-10 HP (1904)

Die Croxted Motor Engineering Co. Ltd. war ein britischer Automobilhersteller.

## Beschreibung
Das Unternehmen hatte seinen Sitz in Herne Hill (London). Es stellte von 1904 bis 1905 Automobile her. Es entstanden verschiedene Mittelklassemodelle in geringer Stückzahl.

## Fahrzeuge
1904 entstand der 8-10 HP, der von einem wassergekühlten 10 PS-Zweizylinder von Aster angetrieben wurde. Der Wagen verfügte über ein Dreiganggetriebe und Kraftübertragung per Kardanwelle.
Ein Croxted 8-10 HP nahm an den Light Car Reliability Trials in Herefordshire (GB) vom 29. August bis 3. September 1904 teil.